# Le Pont de Cassandra
Pour les articles homonymes, voir Cassandra.
Pour plus de détails, voir Fiche technique et Distribution.
Le Pont de Cassandra (The Cassandra Crossing) est un film catastrophe italo-britannico-allemand réalisé par George Pan Cosmatos et sorti en 1976.

## Synopsis
Lorsque l'existence d'une souche de peste (vaguement identifiée comme pulmonaire) dans les locaux de la mission américaine auprès de l'Organisation mondiale de la Santé, à Genève, est révélée, trois terroristes cherchent à la faire exploser. Deux d'entre eux sont abattus, dont un mortellement, par des agents de sécurité, mais le dernier s'échappe. Le terroriste survivant est hospitalisé, mis en quarantaine et identifié comme suédois. Le docteur Elena Stradner et le colonel du renseignement militaire américain Stephen Mackenzie se disputent sur la nature de la souche, que Stradner soupçonne d'être une arme biologique mais qui, selon le colonel Mackenzie, était en train d'être détruite.
Le troisième terroriste, Eklund, s'évade et s'embarque clandestinement dans un train reliant Genève à Stockholm. Stradner pense que le train devrait être arrêté afin que le terroriste puisse être récupéré et mis en quarantaine, mais le colonel Mackenzie craint que tous les passagers du train ne soient infectés. Mackenzie insiste pour rediriger le train vers une ligne de chemin de fer désaffectée qui se rend dans un ancien camp de concentration nazi à Janov, en Pologne, où les passagers seront mis en quarantaine. Cependant, la ligne traverse un pont en arc en acier dangereusement instable connu sous le nom de pont Kasundruv ou « pont de Cassandra », hors d'usage depuis 1948.
Mackenzie comprend que le pont pourrait s'effondrer au passage du train. La présence du terroriste infecté, et le déroutement du train, font que certains passagers du train commencent à saisir la gravité de la situation : il s'agit de Jonathan Chamberlain, un célèbre neurologue, son ex-femme Jennifer Rispoli Chamberlain, un ancien détenu de Janov et survivant de l'Holocauste Herman Kaplan, et Nicole Dressler, l'épouse d'un marchand d'armes allemand. Elle est mêlée à une liaison avec son jeune compagnon Robby Navarro, puisqu'il est en fait un trafiquant d'héroïne poursuivi par l'agent d'Interpol Haley, qui voyage sous couverture en tant que prêtre.
Mackenzie informe Chamberlain de la présence d'Eklund, qui est retrouvé, mais les tentatives de l'évacuer via un hélicoptère échouent car le train entre dans une série de tunnels. Chamberlain apprend également que la peste a un taux de mortalité de 60%. Pour donner le change, Mackenzie informe les passagers que la police a reçu des rapports faisant état de bombes anarchistes placées le long de la voie ferrée et que le train sera dérouté vers Nuremberg. Là, le train est scellé avec un système d'oxygène fermé et une équipe médicale de l'armée américaine est placée à bord. Le terroriste maintenant décédé étant placé dans un cercueil hermétiquement scellé. Chamberlain apprend le risque du pont de Cassandra. Il commence également à soupçonner que la maladie n'est pas aussi grave qu'on le pensait à l'origine : peu de passagers ont été infectés et peu d'entre eux sont décédés. Il contacte MacKenzie par radio, lui suggérant que la partie infectée du train soit découplée et isolée, mais MacKenzie, agissant sur ordre, n'a pas l'intention d'arrêter le train : si, comme prévu, le pont de Cassandra s'effondre, cela couvrira parfaitement le fait que les États-Unis ont hébergé des agents de guerre bactériologique dans un pays neutre. Chamberlain et Haley forment un groupe de passagers pour vaincre les gardes et prendre le contrôle du train avant qu'il n'atteigne le pont condamné.
Après que Navarro ait été tué par les gardes en essayant d'atteindre la motrice, et que Haley et Kaplan se soient sacrifiés, Chamberlain parvient à séparer la moitié arrière du train, espérant qu'avec moins de poids, la moitié avant traversera en toute sécurité. Mais le pont s'effondre, tuant tout le monde à bord de la moitié avant. Max, le contrôleur du train, actionne les freins manuels et arrête les wagons restants juste avant d'atteindre le pont qui s'est effondré. Les survivants évacuent bientôt les voitures restantes et repartent à pied, n'étant plus sous garde ni en quarantaine. À Genève, Stradner et MacKenzie partent : elle garde l'espoir de survivants alors que MacKenzie se sent tranquillement « non-coupable » de toute l'affaire. Après leur départ, le major Stack informe le supérieur de MacKenzie que le colonel et le médecin sont placés sous surveillance. 

## Fiche technique
- Titre français : Le Pont de Cassandra
- Titre original anglophone : The Cassandra Crossing
- Réalisation : George Cosmatos
- Scénario : George Cosmatos, Robert Katz et Tom Mankiewicz
- Musique : Jerry Goldsmith
- Photographie : Ennio Guarnieri
- Décors : Aurelio Crugnola
- Montage : Françoise Bonnot
- Production : Carlo Ponti
- Sociétés de production : Associated General Films, International Cine Productions, Compagnia Cinematografica Champion et ITC Entertainment
- Distribution :
- Pays de production :  Allemagne de l'Ouest,  Italie,  Royaume-Uni
- Langues originales : allemand, anglais, français, suédois
- Format : couleur
- Durée : 129 minutes
- Dates de sortie :
  - Italie : 18 décembre 1976
  - Allemagne de l'Ouest : 31 mars 1977
  - France : 15 juin 1977

## Distribution
- Sophia Loren (VF : Danielle Volle) : Jennifer Rispoli Chamberlain
- Richard Harris (VF : Michel Leroyer) : Dr Jonathan Chamberlain
- Burt Lancaster (VF : Claude Bertrand) : le colonel Stephen Mackenzie
- Martin Sheen (VF : Michel Bedetti) : Robby Navarro
- Ava Gardner (VF : Nadine Alari) : Nicole Dressler
- O.J. Simpson (VF : Med Hondo) : Haley
- Ingrid Thulin (VF : Nathalie Nerval) : Dr Elena Stradner
- Ann Turkel (VF : Annie Balestra) : Susan
- Lee Strasberg (VF : Louis Arbessier) : Herman Kaplan
- Lou Castel : Swede
- John Phillip Law (VF : René Roussel) : le major Stark
- Alida Valli : Mme Chadwick
- Lionel Stander (VF : Jacques Beauchey) : Max, le contrôleur
- Thomas Hunter (VF : Sady Rebbot) : le capitaine Scott
- Renzo Palmer (VF : Claude Joseph)

## Autour du film
- Le pont utilisé dans le film est le viaduc de Garabit en France, construit par Gustave Eiffel de 1881 à 1884.
- Plusieurs prises de vues aériennes ont été filmées dans le Jura suisse, notamment à Saint-Ursanne (viaduc) et dans les gorges de Moutier. Les inscriptions sont bien celles des CFF.
- Pendant les scènes de sauvetage par hélicoptère, le convoi est censé être tracté par une locomotive CFF Re 4/4 II mais cette machine a les pantographes baissés, le train est poussé par une locomotive autonome car la ligne n'est pas électrifiée.
- La voiture-restaurant (WR) n'est pas la même entre le début du film et la fin. Au début, c'est une WR CFF (avec pantographes); et lors de l'explosion de la cuisine et la chute finale de la tranche de 1e classe, c'est une WR SNCF rouge de type « Le Capitole » construite en 1966 avec climatisation et générateur autonome.
- On peut voir des séquences sur la ligne des Causses qui sont invraisemblables (monter sur le toit du train, sous les caténaires).
- Le train quitte la gare de Genève-Cornavin, mais il s’agit en fait de la gare de Bâle (Basel SBB). Son parcours, mentionné sur la plaque, est très fantaisiste.
- Les passages à niveau surveillés sont ceux de la SNCF, la machine diesel est une BB 66000 avec l'ancienne livrée.
- Curiosité dans le film : Richard Harris, Sophia Loren et Lionel Stander s'appellent respectivement Jonathan, Jennifer et Max comme dans la série télévisée Pour l'amour du risque[1], où Stander interprètera Max, le fidèle domestique des "justiciers milliardaires" Jonathan et Jennifer.
- Lors du tournage du film dans le canton du Jura en Suisse le train a été garé en gare de Delémont. Le canton du Jura n'étant pas encore créé le groupe séparatiste jurassien appelé groupe Bélier a tagué le toit du train une nuit en écrivant Jura libre. Ce faisant ce n'était que visible lors des prises de vues en hélicoptère.